# Eiyū densetsu V: Umi no oriuta
The Legend of Heroes V: A Cagesong of the Ocean és un videojoc de rol desenvolupat per Nihon Falcom Corporation. És el cinquè joc de la saga The Legend of Heroes, i el tercer i últim títol de la "Trilogia Gagharv", encara que publicat més tard als Estats Units va ser llançat per primera vegada en 1999 per a Microsoft Windows.
The Legend of Heroes V va ser refet per la PlayStation Portable in 2006, joc que va ser llançat als Estats Units amb el títol de The Legend of Heroes III: Song of the Ocean.